# The KMG's
I KMG's sono stati un gruppo musicale belga, attivo dal 2003 al 2012.
Hanno rappresentato il Belgio all'Eurovision Song Contest 2007 con il brano Love Power.

## Carriera
A febbraio 2007 i KMG's sono stati selezionati internamente dall'emittente televisiva vallone RTBF per rappresentare il Belgio all'Eurovision cantando Love Power. Solo sei componenti del gruppo sono apparsi sul palco eurovisivo, in concordanza con le regole del contest secondo cui non ci possono essere più di sei persone sul palco. Nella semifinale dell'Eurovision Song Contest 2007, che si è tenuta il successivo 10 maggio ad Helsinki, si sono piazzati al 26º posto su 28 partecipanti con 14 punti totalizzati, non riuscendo a qualificarsi per la finale. Sono risultati i più televotati della serata in Georgia. Love Power ha raggiunto la 73ª posizione nella classifica dei singoli delle Fiandre.

## Formazione
- Dimitri Delvaux (Dee Bee Dee Bop)
- Piotr Paluch (Mr Scotch)
- Raphaël Hallez (Mr French Kiss)
- Tuan N'Guyen (Big Boss)
- François Cremer (Mr Cream)
- Adomas "Adam" Laurinaitis (The First)
- Gilles Repond (The Answer)
- François Delporte (Captain Thunder)
- Yannick Lodahl (Mr Y)
- Wakas Ashiq (Sexyfire)
- Chrystel Wautier (Lady Soulflower)

## Discografia

### EP
- 2009 - Wake Up

### Singoli
- 2004 - Krazy Mess Groovers
- 2007 - Love Power